# Orkon

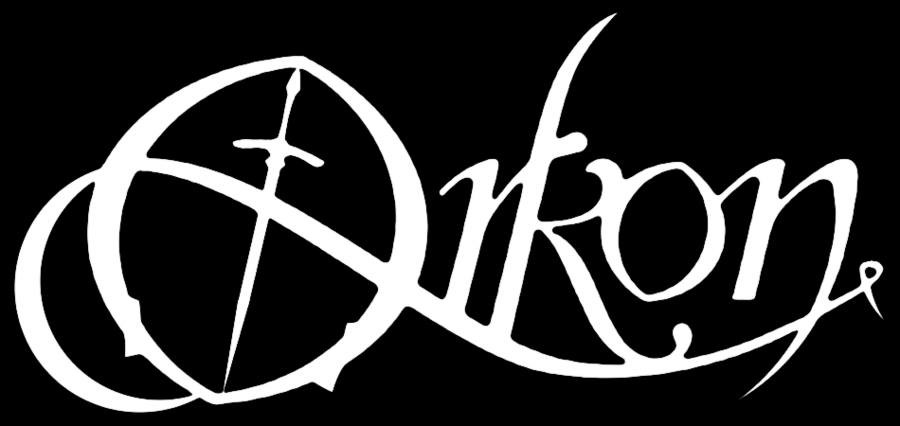
Logo Orkonu

Orkon – Konwent Larpów Terenowych Orkon – najstarszy ogólnopolski konwent miłośników gier terenowych, odbywający się corocznie na Jurze Krakowsko-Częstochowskiej w dwóch ostatnich tygodniach lipca. Celem konwentu jest integracja fanów gier terenowych i LARP-ów oraz propagowanie tych form spędzania czasu wśród fanów fantastyki, gier komputerowych, fabularnych, planszowych i karcianych. Odbywa się od 1991 roku.
Konwent trwa zwykle około 14 dni, z czego trzy dni to Gra Główna – cykliczny larp rozgrywany w realiach świata fantasy, kreowanego na potrzeby konwentu. Liczba uczestników Orkonu sięga rokrocznie 350-450 osób.

## Historia
Pierwszy Orkon odbył się w roku 1991 w Mirowie i od tego czasu, poza rokiem 1992, odbywa się co roku. Lokalizacja imprezy wielokrotnie ulegała zmianie, ale nigdy nie opuściła ona Jury Krakowsko-Częstochowskiej. Obecnie konwent odbywa się w Łutowcu, leżącym w niewielkiej odległości od oryginalnej lokalizacji imprezy.
Od 2007 roku organizatorzy Orkonu współpracują z fundacją Elementarz, zapewniającą zaplecze techniczne oraz wsparcie marketingowe dla imprezy.
W roku 2018 do życia powołane zostało Stowarzyszenie Orkon - Konwent Larpów Terenowych, którego głównym celem statutowym jest organizacja kolejnych Orkonów, popularyzowanie imprezy wśród młodzieży, tworzenie i magazynowanie materiałów ułatwiających organizowanie kolejnych odsłon imprezy.

## Program
Główną atrakcją konwentu są gry terenowe oraz larpy, przygotowywane przez uczestników oraz organizatorów zlotu. Ich struktura, tematyka oraz obowiązujące na nich zasady są bardzo zróżnicowane, co roku jednak część gier rozgrywana jest w oparciu o fikcyjne uniwersum i zasady tworzone przez organizatorów i udostępniane na stronie konwentu, jako oficjalne „Świat orkonowy” i „Mechanika orkonowa”.
Uzupełnienie programu stanowią gry planszowe, karciane i fabularne, udostępniane uczestnikom przez organizatorów konwentu.
Atrakcją rzadko uwzględnianą w programie imprezy, ale obecną na każdej odsłonie imprezy jest również wspólne szycie strojów, przygotowywanie rekwizytów, możliwość pobierania bezpłatnych porad u przebywających na imprezie kaletników, krawców, charakteryzatorów, muzyków, pisarzy i innych reprezentantów rzemiosła artystycznego.

## Gra główna
Za najważniejszy punkt programu tradycyjnie uznawany jest najdłuższa, cykliczna gra terenowa, potocznie nazywana „Grą główną”. Zwyczajowo jest ona rozgrywana podczas trzech ostatnich dni konwentu, korzysta z „mechaniki orkonowej” i dotyczy spraw istotnych dla rozwoju tworzonego przez organizatorów „świata orkonowego”.
Uczestnicy Gry głównej, którzy wyróżnią się wybitnym warsztatem aktorskim, pomysłowością i poszanowaniem zasad fair-play tradycyjnie otrzymują od organizatorów nagrody w postaci książek i gier planszowych ufundowanych przez wydawnictwa współpracujące z organizatorami imprezy.

## Organizatorzy
Na przestrzeni lat w organizację Orkonu zaangażowanych było wiele osób, odpowiedzialnych za kwestie logistyczne, administracyjne, tworzenie oraz rozwój gier, „świata orkonowego” i „mechaniki orkonowej”. Główny organizator konwentu do roku 2018 wybierany był przez grupę najdłuższych stażem, najbardziej zaangażowanych w organizację imprezy uczestników, spośród których wybierane były następnie osoby odpowiedzialne za poszczególne kwestie związane z organizacją imprezy. Od 2019 roku główny organizator konwentu wybierany jest przez Walne Zgromadzenie członków stowarzyszenia.

## Czas i miejsce
Długość oraz lokalizacja Orkonu zmieniała się wielokrotnie na przestrzeni lat. Obecnie impreza odbywa się w ciągu dwóch ostatnich tygodni lipca w miejscowości Łutowiec niedaleko Mirowa.
- 1991: Mirów
- 1992: konwent nie odbył się
- 1993: Mirów
- 1994: Żelazko
- 1995: Rzędkowice
- 1996: Mirów
- 1997: Mirów/ Przewodziszowice
- 1998: Przewodziszowice
- 1999: Ryczów
- 2000: Mirów
- 2001: Mirów
- 2002: Mirów
- 2003: Mirów
- 2004: Mirów
- 2005: Mirów
- 2006: Mirów
- 2007: Łutowiec
- 2008: Łutowiec
- 2009: Łutowiec
- 2010: Smoleń
- 2011: Smoleń
- 2012: Smoleń
- 2013: Łutowiec
- 2014: Łutowiec
- 2015: Łutowiec
- 2016: Łutowiec
- 2017: Łutowiec
- 2018: Łutowiec
- 2019: Łutowiec